# Reken
Reken là một đô thị ở huyện Borken, trong Nordrhein-Westfalen, Đức. Đô thị này tọa lạc khoảng 15 km về phía đông của Borken. 
Dan số thời điểm 31 tháng 12 năm 2006 là 14.311 người.